# 대한민국 민법 제170조
대한민국 민법 제170조는 재판상의 청구와 시효중단에 대한 민법상 조문이다.

## 조문
제170조 (재판상의 청구와 시효중단) ①재판상의 청구는 소송의 각하, 기각 또는 취하의 경우에는 시효중단의 효력이 없다.
②전항의 경우에 6월내에 재판상의 청구, 파산절차참가, 압류 또는 가압류, 가처분을 한 때에는 시효는 최초의 재판상청구로 인하여 중단된 것으로 본다.

第170條(裁判上의 請求와 時效中斷) ① 裁判上의 請求는 訴訟의 却下, 棄却 또는 取下의 境遇에는 時效中斷의 效力이 없다.
②前項의 境遇에 6月內에 裁判上의 請求, 破産節次參加, 押留 또는 假押留, 假處分을 한 때에는 時效는 最初의 裁判上 請求로 因하여 中斷된 것으로 본다.

## 비교 조문
독일민법 212조

독일민법 212조

## 같이 보기
- 대한민국 민법 제176조
- 대한민국 민사소송법 제265조 소제기에 따른 시효중단의 시기